# Rolbiecki

Herb Rolbiecki III

Rolbiecki (Rolbietzki, Sas odmienny) – herb szlachecki używany przez rodzinę pochodzącą z Pomorza. Herb własny rodziny Rolbieckich, odmiana herbu Sas.

## Opis herbu
Herb znany był w kilku wariantach. Opisy zgodnie z klasycznymi zasadami blazonowania.
Rolbiecki I: W polu czerwonym dwie strzały srebrne skośnie skrzyżowane, na nich półksiężyc złoty i dwie takież gwiazdy ponad nim. Klejnot: nad hełmem w koronie pół lwa srebrnego wspiętego. Labry: czerwone, podbite srebrem.
Rolbiecki Ia: W polu błękitnym (lub czerwonym)) półksiężyc srebrny (lub złoty) z twarzą z gwiazdą złotą na każdym rogu, a ponad nim dwie strzały srebrne, skośnie skrzyżowane (także na opak). Klejnot: nad hełmem w koronie pół lwa złotego (lub srebrnego) wspiętego. Labry: błękitne (także czerwone), podbite srebrem (także złotem).
Rolbiecki Ib: W polu półksiężyc ponad którym dwie strzały skośnie skrzyżowane pomiędzy dwiema gwiazdami i z trzecią gwiazdą ponad nimi. Klejnot i barwy nieznane.
Rolbiecki II: W polu czerwonym półksiężyc złoty z gwiazdą złotą na każdym rogu, a ponad nim strzała srebrna. Klejnot: nad hełmem w koronie miecz na opak z gwiazdą złotą na końcu ostrza. Labry: czerwone, podbite złotem.
Rolbiecki IIa: W polu czerwonym półksiężyc złoty z gwiazdą złotą na każdym rogu, a ponad nim strzała srebrna. Klejnot: nad hełmem w koronie półksiężyc złoty, nad którym strzała srebrna z gwiazdą złotą ponad żeleźcem. Labry: czerwone, podbite złotem.
Rolbiecki IIb: W polu błękitnym półksiężyc złoty z gwiazdą złotą na każdym rogu, a ponad nim strzała srebrna. Klejnot: nad hełmem w koronie strzała srebrna z gwiazdą złotą ponad żeleźcem. Labry: błękitne, podbite złotem.
Rolbiecki IIc: W polu błękitnym półksiężyc złoty z gwiazdą złotą na każdym rogu, a ponad nim strzała srebrna z opierzeniem czerwonym. Klejnot: nad hełmem w koronie ogon pawi przeszyty strzałą srebrną z opierzeniem czerwonym w lewo. Labry: błękitne, podbite złotem.
Rolbiecki IId: W polu błękitnym półksiężyc złoty z gwiazdą złotą na każdym rogu, a ponad nim strzała srebrna. Klejnot: nad hełmem w koronie skrzydło orle srebrne przeszyte takąż strzałą w lewo. Labry: błękitne, podbite złotem.
Rolbiecki III (Rolbiecki IIe): W polu błękitnym rogacina srebrna przekrzyżowana, u dołu rozdarta, pomiędzy gwiazdą złotą z prawej i takmiż półksiężycem w lewo z prawej. Klejnot: nad hełmem w koronie ogon pawi. Labry: błękitne, podbite srebrem.

## Najwcześniejsze wzmianki
Herbem Rolbiecki I posługiwali się Rolbieccy mający na przełomie XVIII i XIX wieku majątki w okręgu lubawskim. Herb ten wzmiankowany jest w tzw. "Nowym" Siebmacherze (Der Adel des Königreichs Preußen, 1906) w herbarzu Ledebura (Wappenbuch der Preussischen Monarchie, 1832), Żernickiego (Die polnische Adel, 1900, Die polnischen Stammwappen, 1904) i Ostrowskiego (Księga herbowa rodów polskich, 1897, 1906). Wariant Ia to podana w uzupełnieniach do herbarza Siebmachera wersja herbu, mająca być bardziej poprawną. Wariant Ib to herb według odrysu pieczęci Jakuba Antoniego Rolbieckiego z 1772 roku.
Odmiana 'Rolbiecki II wymieniana jest przez "Nowy" Siebmacher, Żernickiego i Ostrowskiego. Była to zapewne odmiana używana w Królestwie Polskim. Następne warianty tego herbu wszystkie pochodzą z Tablic odmian herbowych Teodora Chrząńskiego z 1909 roku. Ponieważ Chrząński był pracownikiem Heroldii Królestwa Polskiego należy sądzić, że wszystkie te odmiany widział w dokumentacji osób zatwierdzających szlachectwo w Królestwie w XIX wieku.

## Herbowni
Jako herb własny herb ten przysługiwał tylko rodzinie Rolbieckich (Lorbecki, Lorbetski, Lorbetskie, Lorbicki, Lorbiecki, Lorbietzki, Lorbiewski, Lurbecki, Lurbicki, Rohrbeck, Rolbeck, Rolbecki, Rolbick, Rolbicki, Rolbietzki, Rollbiecki, Rulbicki, Rulbiecki, Rurbicki, Rurbiczky).

### Rodzina Rolbieckich
Nazwisko rodziny pochodzi od niewielkiej wsi Rolbik koło Brus, chociaż miejscowość ta była przeważnie w rękach władz państwowych (Zakon krzyżacki, Królestwo Polskie). Rolbik pierwotnie było nazwą miejscowej karczmy, którą Krzyżacy nadali niejakiemu Ehasslaimowi w 1350 roku. W latach następnych karczma wymieniana była jako królewska. W roku 1614 wymieniono Krzysztofa Rurbickiego. W roku 1622 kopię przywileju z 1350 wpisał do akt Jan Rolbiecki, zaś w 1635 roku przywilej ów potwierdził Władysław IV Waza. Wieś Rolbik prawdopodobnie rozwinęła się obok karczmy za sprawą osadników - Rolbieckich. W roku 1736 Wojciech, Maciej i Jan Rolbiccy potwierdzili swoje szlachectwo. W wywodzie znalazło się stwierdzenie, że rodzina pochodzi od Walentego Buchona Gliszczyńskiego, którego syn Jan jako pierwszy nazwał się Rolbieckim. Licznie rozrodzeni Rolbieccy w XVIII/XIX wieku osiedli na południu Kaszub, w okolicy Brus, ale też w innych rejonach Prus Zachodnich i w Królestwie Polskim. Nazwisko Rolbiecki funkcjonuje w Polsce do dzisiaj. Potomkowie kaszubskich Rolbieckich żyją także w USA w stanie Minnesota.